# 吴开应
吴开应，无为人，是一名清朝政治人物。荫生出身。
吴开应曾于顺治六年(1649年)接替夏之中任建宁府知府一职，顺治八年(1651年)由徐萃接任。